# 오번힐스

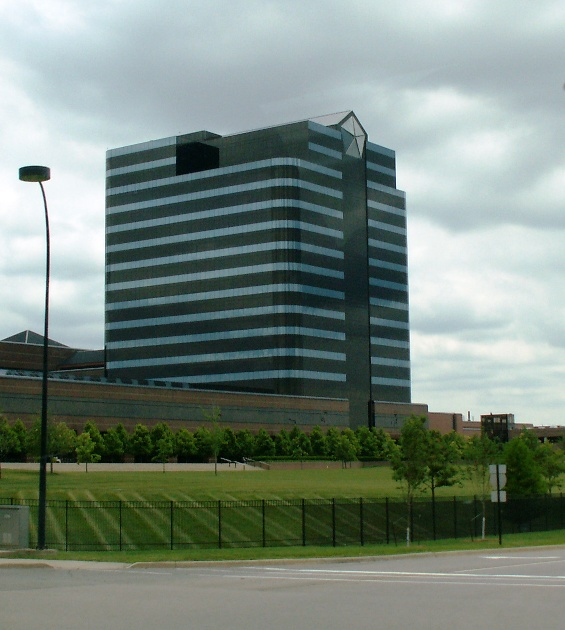

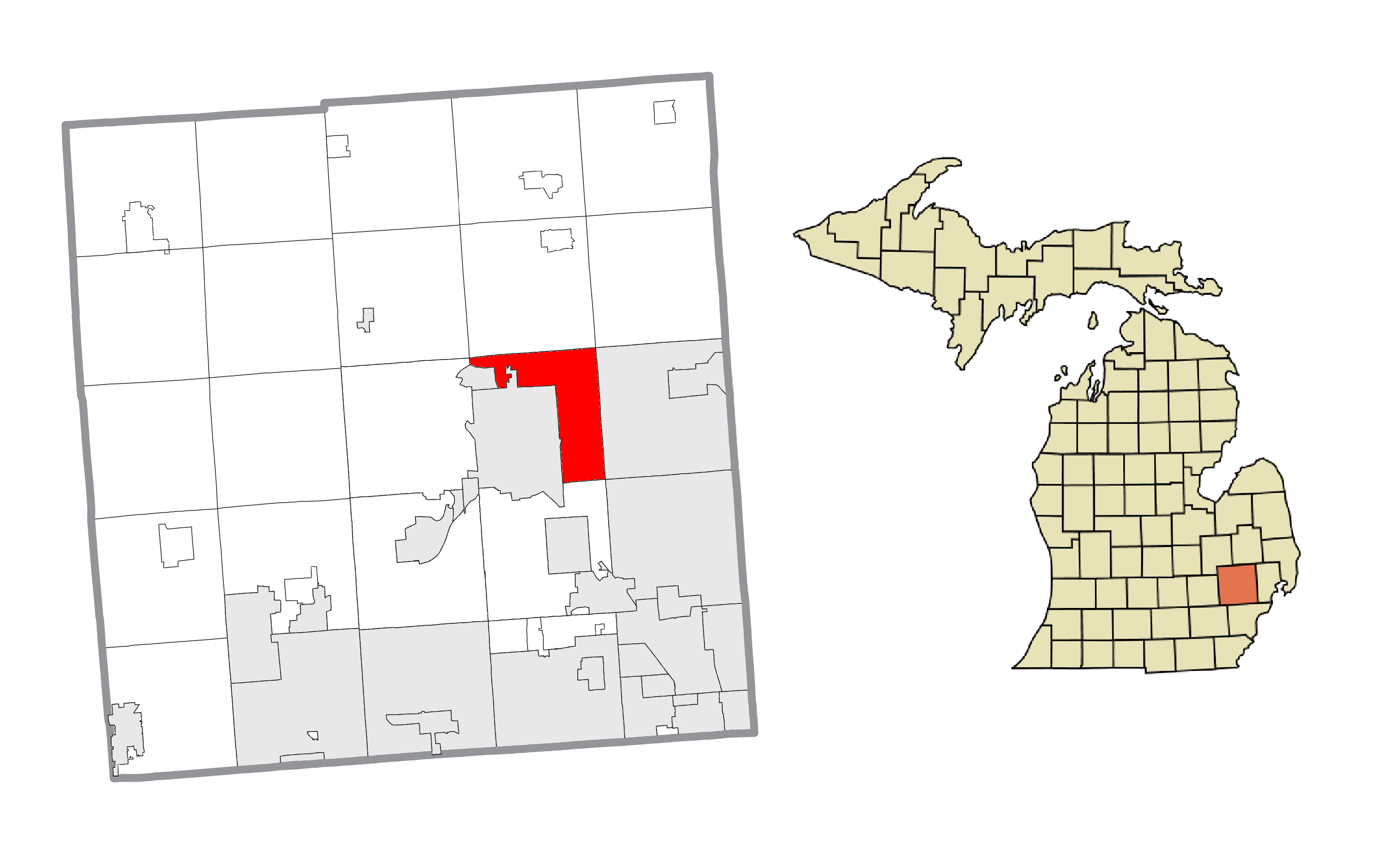

오번힐스(Auburn Hills)는 미국 미시간주 오클랜드군의 도시이다. 2010년 인구 조사 기준으로 인구 수는 21,412명이다. 1983년 도시로 통합되기 전 이 지역은 현재는 존재하지 않는 폰티악 타운십의 일부였으며 오번힐스는 현재 미시간주에서 가장 부유한 곳 가운데 하나이다.

## 인구
| 인구조사              | 인구   | Note  | %±    |
| --------------------- | ------ | ----- | ----- |
| 1880년                | 111    |       | —     |
| 1990년                | 17,076 |       | —     |
| 2000년                | 19,837 |       | 16.2% |
| 2010년                | 21,412 |       | 7.9%  |
| 2019 (추산)           | 24,748 | [ 2 ] | 15.6% |
| U.S. Decennial Census |        |       |       |